# Distrito de Asillo
Asillo es un distrito de la provincia de Azángaro en el departamento peruano de Puno, bajo la administración del Gobierno regional de Puno. En el año 2007 tenía una población de 17.215 habitantes y una densidad poblacional de 43,9 personas por km². Abarca un área total de 392,38 km².
Desde el punto de vista jerárquico de la Iglesia católica forma parte de la Diócesis de Puno, sufragánea de la Arquidiócesis de Arequipa.

## Historia
El distrito fue creado mediante Ley del 2 de mayo de 1854, en el gobierno del Presidente Ramón Castilla.

## Geografía
Asillo se encuentra ubicado en las coordenadas 14°47′34″S 70°21′22″O / -14.79278, -70.35611. Según el INEI, Asillo tiene una superficie total de 392,38 km². Este distrito se encuentra situado en el este de la Provincia de Azángaro, en la zona norte del departamento de Puno y en la parte sur del territorio peruano. Su capital Asillo se halla a una altura de 3.913 msnm.
| Noroeste: distrito de Ñuñoa  | Norte: distrito de Antauta y distrito de San Antón | Noreste: distrito de San José |
| Oeste: distrito de Orurillo  |                                                    | Este: distrito de San José    |
| Suroeste distrito de Ayaviri | Sur: distrito de Tirapata                          | Sureste: distrito de Azángaro |

## Demografía
Según el Censo peruano de 2007, había 17.215 personas residiendo en Asillo, 13 989 correspondían al ámbito rural y 3 226 al urbano. La densidad de población era 43,9 hab./km².

## Autoridades

### Municipales
- 2023 - 2026[3]
  - Alcalde: Ing. Ivar Cari Quispe, de Reforma y Honradez.
  - Regidores:

  1. Dr. Gladivar Sucari León (Reforma y Honradez)
  2. Prof. Elizabeth Alvarez Quispe (Reforma y Honradez)
  3. Sr. Manuel Carvajal Turpo (Reforma y Honradez)
  4. Sra. Senovia Grande Quispe (Reforma y Honradez)
  5. Prof. Manuel Enrique Quispe Ñaupa (Mira)

Alcaldes anteriores
- 1999-2002: Germán Macedo Quispe, Movimiento Democrático Obras y No Palabras.
- 2003-2006: Antolín Huaricacha Huaricacha, Trabajemos por Asillo.
- 2007-2010: José Ludgardo Torres Sucari, Movimiento por la Autonomía Regional Quechua-Aymara.
- 2011-2014: Víctor Cutisaca Sucari, Reforma Regional Andina Integración, Participación Económica y Social Puno.
- 2015-2018: René Dimas Chinoapaza Apaza, Proyecto de la Integración para la Cooperación.
- 2017-2018: Oswaldo Callohuana Ccaso, Proyecto de la Integración para cooperación
- 2019-2022: Alipio Sucari Hancco, GOOL

## Patrimonio
- Templo de San Jerónimo

Ubicado en el Noreste de la Plaza de Armas, es uno de los más importantes de la arquitectura collavina, correspondiente a fines del Siglo XVII fue edificado en el periodo correspondiente de laso 1678 a 1696, en una de las torres del tiene una campana de María Angola prácticamente es similar al Templo de San Jerónimo de Cusco. En portada presenta sirenas, las columnas se caracterizan por la excesiva decoración y tallado en piedras, los brazales están adornados con hojas de acanto, los nichos están flaqueados por figuras de indios emplumados, las ménsulas de los nichos tiene florones y dibujos geométricos, los capitales recargados y lo establecimiento salientes llenos de ornamentos, asimismo en las torres se aprecia una explosión exomativa en sus campanarios hay columnas llenas de relieves, en el interior presenta planta de Cruz Latina. Posee interiormente una serie de riquezas y diversificada ornamentación de altar mayor, cuadros en tela, con pintura colonial cuzqueña con producciones de lienzos pictóricos que manifiesta un verdadero sentir religioso de sus habitantes; además existen en el interior un púlpito tallado de maderas con armoniosos imágenes, acromado de color rojo. En los últimos años la Iglesia de Asillo ha sufrido modificaciones nuevos agregados caso su techo de calamina, su estribo de piedra que no están relacionados con lo que originalmente se manifiesta, sin embargo actualmente fue restaurado y mejorado por el Gobierno Regional de Puno.
- Termas de Huntuma

Se encuentra establecido a 200 m de la carretera asfaltada del Corredor Interoceánico Sur Tramo 4 a 8 km del Distrito de Asillo aproximadamente en la Comunidad de Chaccocunca Sector San Luis, es considerado como un recurso turístico natural, porque su agua es tibio y medicinal para la artritis y otras enfermedades, sirve también para la purgación que en la actualidad no se aplica, hay bastante concurrencia de los pobladores de las mismas comunidades cercanas, asimismo los días feriados y fines de semana es más visitado por los turistas Regional Nacional, la administración lo realizan los socios de la Comunidad por turnos, en la actualidad cada año en el mes de junio se viene realizando concurso de danzas autóctonas a nivel regional que es promocionado por la Municipalidad Distrital de Asillo y la Comunidad de Chacocunca.
- Complejo arqueológico de Inanpu

Ubicado en la Comunidad Campesina de Retiro en la parte Noreste del Distrito de Asillo a 20 km de la Capital del Distrito, a una altura aproximada de 4200 msnm tiene una geografía bastante accidentada compuesto por una columna de cerros elevados, con orientación al sureste observamos un conjunto de cinco hileras de muros, que se caracterizan por la construcción de piedras superpuestas de unas sobre otras, utilizando como argamasa tierra arcillosa, mezclado con tierra arenosa, en la primera y segunda muralla son las construcciones de más alturas y se caracterizan por la superposición de piedras más grandes con una altura de 2,5 m, observamos puertas de acceso hacia los cuatro puntos cardinales, se observa un pasadizo de aproximadamente 1 m de ancho, en la parte más baja a la altura del cimiento observamos una especie de túnel pequeño que aproximadamente bordea toda la muralla de acceso de 5 por 5 dm que posiblemente servía como escondite para los guerreros en tiempos de batalla, cuenta la historia colonial que en la insurrección de Pedro Vilcapaza (1781) en contra del abuso y prepotencia virreinal, y luego de la derrota del ejército rebelde, Inampu habría servido de cuartel y al mismo tiempo de escondite de los rebeldes de Vilcapaza.
Encontramos un conjunto de tumbas o chullpas de diferentes tamaños y formas construidos a base de piedras medianas con argamasa de barro, estos lugares sirvieron de tumba a sus nobles o jerarcas militares caídos por muerte natural o en combate, tienen una medida aproximadamente de 1 de radio y de altura más 2 m, la chullpas de forma cuadrada tienen aproximadamente 2 m de lado y una altura de 3 m incluido la cornisa, al costado oeste del cerro observamos una chullpa de forma rectangular de 3 m de largo por 2 m de ancho por 3,5 m de alto, con una puerta de acceso bastante estrecho mirando hacia el sur de aproximadamente 1,7 de alto y una ventanilla en la parte superior de la puerta de 4 por 4 dm .
A lo largo y ancho en la parte media del cerro encontramos un conjunto de viviendas de forma circular de diferentes tamaños, construidas a base de piedras grandes y planas con una medida aproximada de 1,5 m de diámetro y una altura de 1,7 m, pircado con argamasa de arcilla, el techo está construido con dos formas o técnicas, la primera consiste en la superposición de piedras grandes y planas la más antigua y el otro consiste en el uso de palos de queñuas, qolli, existe en abundancia viviendas en forma circular ubicados en el interior de las diferentes murallas.
- Ruinas de Machu Asillo

Es un centro arqueológico de tipo preinca, se encuentra en la misma ciudad de Asillo en el Cerro Calvario, según cuentan es la primera población, en ella existen construcciones con piedras rectangulares, angulares y ovoides, asimismo existen un templo de adoración con ventanas grandes, hay viviendas y chullpas más debajo de la ciudadela existen pinturas rupestre con figura parecido a la vicuña y otros animales, según cuentan los antepasados que un chasqui transitaba por ese lugar se lastimó las uñas y adolorido se quejó expresando Hay Sillo por eso el nombre original fue cambiado por los españoles y mestizos que actualmente se denomina Asillo. 
Son una construcción de la cultura qolla y posteriormente tenemos la llegada de los incas y tenemos la construcción inca que todavía existe en la actualidad con ventanas cuadradas que esta en la cima del cerro calvario del distrito de Asillo al costado de una de las lagunillas que existía...